# Here Comes the King
Here Comes the King è un singolo del rapper statunitense Snoop Lion, il secondo estratto dall'undicesimo album in studio Reincarnated e pubblicato il 18 dicembre 2012.

## La canzone
Seconda traccia dell'album, il brano ha visto la partecipazione vocale della cantante Angela Hunte e la produzione esecutiva dei Major Lazer.

## Tracce
1. Here Comes the King (featuring Angela Hunte) – 3:24